# Bruni (Familienname)
Bruni ist ein italienischer Familienname.

## Herkunft und Bedeutung
Bruni ist als Variante des Namens Bruno entweder ein Über- oder ein Rufname. Als Übername geht er auf den italienischen Begriff bruno (deutsch: braun) zurück; er bezeichnete also Personen nach der Haar-, Haut- oder Augenfarbe bzw. nach der Kleidung. Als Rufname erfolgte die Benennung nach dem althochdeutschen Namen Brun.

## Namensträger
- Amedeo Bruni (1906–1991), italienischer Sportschütze
- Andrea dei Bruni (1355–1377), Maler aus Bologna
- Antonio Bruni (1593–1635), italienischer Dichter
- Antonio Bartolomeo Bruni (1757–1821), italienischer Violinist und Komponist
- Bruno Bruni (Künstler) (* 1935), italienischer Maler, Grafiker und Bildhauer
- Bruno Bruni (Leichtathlet) (* 1955), italienischer Hochspringer
- Bruno Bruni junior (* 1979), belgisch-italienischer Schauspieler
- Carla Bruni (* 1967), italienische Musikerin und Fotomodell
- Dino Bruni (* 1932), italienischer Radrennfahrer
- Emily Bruni (* 1975), britische Schauspielerin
- Ernesto Bruni (1815–1898), Schweizer Jurist und Politiker
- Eugenio Bruni (1884–1956), französischer Radrennfahrer
- Ferdinando Bruni OFM (* um 1593; † um 1648), italienischer römisch-katholischer Bischof
- Ferruccio Bruni (1899–1971), italienischer Mittelstreckenläufer
- Fjodor Antonowitsch Bruni (1799–1875), russisch-italienischer Maler
- Francesco Bruni (Politiker, 1315) (um 1315–um 1385), italienischer Politiker und päpstlicher Sekretär
- Francesco Bruni (Linguist) (* 1943), italienischer Linguist und Literaturwissenschaftler
- Francesco Bruni (Drehbuchautor) (* 1961), italienischer Drehbuchautor
- Francesco Bruni (Politiker, 1964) (* 1964), italienischer Politiker
- Francesco Bruni (Segler) (* 1971), italienischer Segler
- Francesco Bruni (Schauspieler) (* 1996), italienischer Schauspieler
- Frank Bruni (* 1964), US-amerikanischer Restaurantkritiker
- Gabriele Bruni (* 1974), italienischer Segler
- Germano Bruni (1850–1932), Schweizer Jurist und Politiker
- Gianmaria Bruni (* 1981), italienischer Rennfahrer
- Giuseppe Bruni (1827–1877), italienischer Architekt
- Giuseppe Bruni (Chemiker) (1873–1946), Privatdozent an der Universität Bologna
- Gloria Bruni (* 1955), deutsche Sängerin, Geigerin und Komponistin
- Marita Bruni (* 1956), deutsche Bauunternehmerin und Galeristin
- Maria Luise Prean-Bruni (* 1939), österreichische Missionarin und Autorin
- Matteo Bruni (* 1976), italienischer Pressesprecher des Vatikans
- Leonardo Bruni (~1369–1444; genannt Aretino), italienischer Humanist und Staatskanzler von Florenz
- Loïc Bruni (* 1994), französischer Mountainbiker
- Rachele Bruni (* 1990), italienische Schwimmerin
- Roberta Bruni (* 1994), italienische Stabhochspringerin
- Roberto Bruni (Schauspieler) (1916–1996), italienischer Schauspieler
- Roberto Bruni (Politiker) (* 1949), italienischer Politiker
- Roberto L. Bruni (1945–2020), italienischer Literatur- und Kulturhistoriker
- Rodrigo Bruni (* 1993), argentinischer Rugby-Union-Spieler
- Sergio Bruni (1921–2003), italienischer Liedermacher
- Valeria Bruni Tedeschi (* 1964), italienische Schauspielerin und Filmregisseurin